# 첸라
첸라(크메르어: ចេនឡា) 또는 진랍(眞臘)은 6세기 메콩강 중앙 유역에서 일어난 크메르족의 나라다. 《수서》 권 82에 처음 이 이름이 나오지만 뚜렷한 문자로 남지 않았고, 관련 사료가 거의 없어 국명의 유래가 분명하지 않다. 또한 첸라는 하나의 국가가 아닌 고대 그리스의 폴리스나 페니키아, 삼한, 가야와 같은 여러 나라들 혹은 도시국가들, 공국들의 연맹 혹은 문명권으로 보인다.

## 역사
진랍은 초기에 부남의 속국이었으나, 차츰 강대해져 7세기에는 역으로 부남을 병합하였다. 왕통은 은자 깜부와 선녀 메라를 시조로 한다고 알려졌다. 사료상으로 수서에 기록된 질다사나(치트라세이나 마헨드라바르만) 왕이 600년에 재위했다고 한다. 메콩강의 중앙 유역에서 캄보디아 북서부까지를 그 영역으로 하였으며, 다음 왕인 이샤나바르만 1세는 616년 처음으로 중국 수나라에 조공을 했다.
수도는 현재의 쌈보 쁘레이꾹 유적으로, 왕을 알현하는 대회당 및 2만호 이상이 거주하는 큰 성으로 국내에 30개의 다른 큰 성이 있었다고 한다. 639년에는 파바바르만 2세가 즉위하였고, 아들 자야바르만 1세가 남부 메콩강 삼각주 지역까지 정복하며, 국내를 통일했다. 그러나 후계자의 부재로 인해 내정은 군웅 할거 상황이 되었다.
중국 측 사료에 의하면, 신룡연간(705년 - 706년)에 해안지역의 진랍과 내륙의 진랍으로 분열되었다. 해안 진랍은 해안에 가까운 메콩강 삼각주 지대에 자리를 잡고, 몇 개의 작은 나라로 나뉘어 있었다. 내륙 진랍은 메콩강 중앙 유역, 댄 렉 산지 북방에 위치하였다. 내륙 진랍이 8세기에 몇 차례에 걸쳐 당나라에 견사(당견사)를 파견했지만, 해안 진랍은 자바 지역 세력에 점거되어 있었다.
802년에 자야바르만 2세가 국가를 다시 통일하면서 첸라 왕국은 캄부자 제국으로 발전하게 되었다.

## 같이 보기
- 5세기의 정치적 국가 목록